# فهرست پادشاهان مونته‌نگرو
پادشاهان مونته‌نگرو به شرح ذیل هستند:
| نگاره | عنواننام تولد- مرگ                                              | سلطنت                           | خاندان              | نکته |
| ----- | --------------------------------------------------------------- | ------------------------------- | ------------------- | --- |
|       | شاهزاده-اسقف دنیلو یکم ۱۶۷۰ – ۱۱ ژانویه, ۱۷۳۵                   | ژوئیه ۱۶۹۶– ژانویه ۱۷۳۵         | خاندان پتروویچ-نگوش | بنیانگذار خاندان پتروویچ-نگوش. |
|       | شاهزاده-اسقف ساوا پتروویچ ۱۸ ژانویه, ۱۷۰۲ – ۹ مارس, ۱۷۸۲        | ژانویه ۱۷۳۵ – مارس۱۷۸۲          | خاندان پتروویچ-نگوش | ز سال ۱۷۵۰ تا مارس ۱۷۶۶ به طور مشترک با واسیلیجه سوم حکومت کرد. |
|       | شاهزاده-اسقف واسیلیجه سوم ۱۷۰۹ – ۱۰ مارس, ۱۷۶۶                  | ۱۷۵۰ –مارس ۱۷۶۶                 | خاندان پتروویچ-نگوش | حاکم مشترک با ساوا پتروویچ |
|       | "تزار" شپان مالی ح. ۱۷۳۹ – ۲۲ سپتامبر, ۱۷۷۳                     | فوریه ۱۷۶۸ – ۲۲ سپتامبر ۱۷۷۳    | None                | کلاهبرداری که ادعا می کرد امپراتور مرده روسیه پیتر سوم در تبعید است. از طرف مردم مونته نگرو رهبر اعلام شد و بر این کشور به عنوان یک پادشاه مطلق حکومت کرد و شاهزاده-اسقف ساوا دوم را کنار گذاشت. |
|       | شاهزاده-اسقف پتار یکم ۱۷۴۷– ۳۰ اکتبر, ۱۸۳۰                      | مارس ۱۷۸ ۲ – اکتبر ۳۰, ۱۸۳۰     | خاندان پتروویچ-نگوش | توسط کلیسای ارتدکس صرب مقدس به عنوان سنت پیتر سیتینه شناخته شد. |
|       | شاهزاده-اسقف پتار دوم November 13, 1813 –اکتبر ۳۱, ۱۸۵۱         | اکتبر ۳۰, ۱۸۳۰ – اکتبر ۳۱, ۱۸۵۱ | خاندان پتروویچ-نگوش | معروف به عنوان شاعر. از آثار قابل توجه وی می توان به تاج کوه ، نور میکروکاسم ، آینه صربستانی و تزار کاذب استفان کوچک اشاره کرد.                                                                  |
|       | شاهزاده-اسقف دنیلو،شاهزاده مونته‌نگرو ۲۵ مه, ۱۸۲۶ – ۱۳ اوت, ۱۸۶۰ | ۱۸۵۱– ۱۳ مارس, ۱۸۵۲             | خاندان پتروویچ-نگوش | به عنوان شاهزاده مونته نگرو اعلام شد. |

## شاهزاده نشین مونته‌نگرو
| نگاره | عنواننام تولد - درگذشت                                            | سلطنت                        | قلمرو                  | نکته                           |
| ----- | ----------------------------------------------------------------- | ---------------------------- | ---------------------- | ------------------------------ |
|       | شاهزاده دنیلو،شاهزاده مونته‌نگرو ۲۵ مه, ۱۸۲۶ – ۱۳ اوت, ۱۸۶۰        | ۱۳ مارس, ۱۸۵۲ – ۱۳ اوت, ۱۸۶۰ | شاهزاده نشین مونته‌نگرو | نخستین حاکم غیر اسقف مونته‌نگرو |
|       | شاهزاده نیکولاس اول پادشاه مونته‌نگرو اکتبر ۷, ۱۸۴۱ – ۱ مارس, ۱۹۲۱ | اوت ۱۳, ۱۸۶۰ – اوت 28, ۱۹۱۰  | شاهزاده نشین مونته‌نگرو | پادشاه مونته نگرو اعلام شد.    |

## پادشاهی مونته‌نگرو
| نگاره | عنواننام تولد - درگذشت                                          | سلطنت                          | قلمرو              | نکته                                                                                                   |
| ----- | --------------------------------------------------------------- | ------------------------------ | ------------------ | --- |
|       | پادشاه نیکولاس اول پادشاه مونته‌نگرو ۷ اکتبر, ۱۸۴۱ – ۱مارس, ۱۹۲۱ | ۲۸ اوت, ۱۹۱۰ – ۲۶ نوامبر, ۱۹۱۸ | پادشاهی مونته نگرو | در تبعید از ۱۵ ژانویه ۱۹۱۶ به دلیل کمپین مونته نگرو. در ۲۶ نوامبر ۱۹۱۸ در مجمع پودگوریتسا برکنار شد. . |